# Skjern Bykirke
Skjern Bykirke (tidligere: Skjern Valgmenighed) blev dannet i 2006 som en valgmenighed i den danske folkekirke. I 2012 ændrede menigheden status fra valgmenighed til frimenighed. I Danmark betegner frimenigheder kirker, som har samme bekendelsesgrundlag som folkekirken, men som ikke har nogen administrativ, økonomisk eller ledelsesmæssig forbindelse.
Menigheden har over 430 medlemmer og mødes i Skjern Kirke. Præsterne i menigheden er Jens Lomborg og Morten Rugager Kristensen. Menigheden er tilknyttet Evangelisk Luthersk Netværk og Netværk for Missionale Menigheder.

## Ekstern henvisninger
- Skjern Bykirkes hjemmeside
- Evangelisk Luthersk Netværk